# Funafala
Funafala est une des 33 îles qui constituent l'atoll de Funafuti, la capitale des Tuvalu. N'ayant que 22 habitants, c'est l'île peuplée avec la population la plus petite de l'atoll.
Funafala, environ trois kilomètres de longueur, est l'une des trois îles peuplées de Funafuti, les autres étant Fongafale (où se trouvent les bâtiments gouvernementaux et la grande majorité de la population de l'atoll) et Amatuku. Il y a un village sur Funafala, et des plages qui s'inondent avec la marée. Il n'y a pas de logies ni de magasins.
Il est possible de visiter Funafala trois fois par semaine avec le catamaran du Funafuti Island Council, qui s'y arrête deux heures.